# Copa Latina (rugby)
La Copa Latina (en francés Coupe Latine; en italiano: Coppa Latina; en rumano: Cupa Latina) fue una competición de rugby creada en 1995 en la cual se enfrentaban la selección de Argentina múltiple ganadora del Sudamericano de Rugby y las selecciones de Francia, Italia y Rumania, las tres mejores del Trofeo FIRA.
Se disputaron sólo dos ediciones, la primera en Argentina en octubre de 1995 y la segunda le correspondió organizarla a Francia en octubre de 1997. Ambos torneos fueron ganados por el equipo galo. En 2021, Argentina venció a Rumania por una copa del mismo nombre en un único test match.

## Campeonatos
| Edición | Año  | Sede                              | Campeón | 2º puesto | 3º puesto | 4º puesto |
| ------- | ---- | --------------------------------- | ------- | --------- | --------- | --------- |
| I       | 1995 | Buenos Aires y Tucumán, Argentina | Francia | Argentina | Italia    | Rumania   |
| II      | 1997 | Auch, Lourdes y Tarbes, Francia   | Francia | Argentina | Italia    | Rumania   |

## Posiciones
Número de veces que las selecciones ocuparon cada posición en las dos ediciones.
| Equipo    | Campeón | 2º puesto | 3º puesto | 4º puesto |
| --------- | ------- | --------- | --------- | --------- |
| Francia   | 2       |           |           |           |
| Argentina |         | 2         |           |           |
| Italia    |         |           | 2         |           |
| Rumania   |         |           |           | 2         |

## Tabla histórica
| Pos. | Equipo    | Encuentros | Encuentros | Encuentros | Encuentros | Tantos  | Tantos    | Tantos     | Puntos |
| Pos. | Equipo    | jugados    | ganados    | empatados  | perdidos   | a favor | en contra | diferencia | Puntos |
| ---- | --------- | ---------- | ---------- | ---------- | ---------- | ------- | --------- | ---------- | ------ |
| 1    | Francia   | 6          | 6          | 0          | 0          | 234     | 91        | + 143      | 12     |
| 2    | Argentina | 6          | 3          | 1          | 2          | 179     | 137       | + 42       | 7      |
| 3    | Italia    | 6          | 2          | 1          | 3          | 160     | 143       | + 17       | 5      |
| 4    | Rumania   | 6          | 0          | 0          | 6          | 80      | 282       | - 202      | 0      |

Nota: Se otorgan 2 puntos al equipo que gane un partido, 1 al que empate y 0 al que pierda